# سیارک ۷۳۱۹۹
سیارک ۷۳۱۹۹ (به انگلیسی: 73199 Orlece، نامگذاری:2002JY12) هفتاد و سه هزار و صد و نود و نهمین سیارک کشف شده‌است که در ۸ مه ۲۰۰۲ کشف شد.